# Tryoniopsis punctata
Tryoniopsis punctata is een keversoort uit de familie spektorren (Dermestidae). De wetenschappelijke naam van de soort werd in 2004 gepubliceerd door Jell.